# Sutton, Middlewich
Sutton var en civil parish från 1866 till 1892 då den blev en del av Newton, i grevskapet Cheshire, i England. Civil parish var belägen 9 km från Crewe och hade 32 invånare år 1881. Byar nämndes i Domedagsboken (Domesday Book) år 1086, och kallades då Sudtune/Sutone.